# 天城町立天城中学校
天城町立天城中学校（あまぎちょうりつ あまぎちゅうがっこう）は、鹿児島県大島郡天城町にある町立中学校。徳之島に属する。

## 校区
- 天城町立天城小学校
- 天城町立兼久小学校

## 卒業後の進路
- 卒業後は、町内の樟南第二高等学校、隣町の鹿児島県立徳之島高等学校に進学する生徒が多い。